# Virginia Thrasher
Pour les articles homonymes, voir Thrasher.
Virginia Thrasher est une tireuse américaine née le 28 février 1997 à Springfield. Elle remporte la première médaille d'or aux Jeux olympiques d'été de 2016 à Rio de Janeiro en remportant l'épreuve de carabine à 10 mètres le 6 août au matin.